# Cue Detective
Cue Detective, llamado Siguiendo la pista en Hispanoamérica y Investigación cocinilla en España, es un episodio perteneciente a la vigesimoséptima temporada de la serie animada Los Simpson, emitido el 4 de octubre de 2015 en EE. UU.. El episodio fue escrito por Joel H. Cohen y dirigido por Timothy Bailey.    

## Sinopsis
Después de ver una película en la escuela, los niños se dan cuenta de que Bart y Lisa huelen mal y empiezan a burlarse de ellos por él. Lo mismo sucede con Homer en la central nuclear. Marge entonces revela que el olor proviene de su ropa porque la lavadora es vieja y está cubierta de moho. A continuación, saca una bolsa de dinero y se lo da a Homer para que puedan comprar una nueva lavadora. En su camino a la tienda, Homer algo huele delicioso y descubre una barbacoa dirigida por un viejo motorista. Cuando Homer come la mejor barbacoa de su vida, el ciclista revela que el secreto es que la parrilla tiene una forma de colmena única que atrapa toda la grasa que pueda contener. El motociclista le ofrece la parrilla y Homer, la compra, en vez de la lavadora.
Después de descubrir que Homer gastó todo su dinero en una parrilla. Marge se pone muy molesta, pero lo perdona y se une a la familia cuando prueba la carne. Debido al olor, todo Springfield se acerca al patio trasero de los Simpsons. Con el tiempo, la parrilla de Homero se convierte tan popular que Scotty Boom, chef del "Chew Network", aparece y lo reta a un smoke-off.
Mientras Homer prepara un cerdo ahumado para llevar a la competencia, Homer descubre que su asador ha sido robado, Homer llama a la policía, pero Clancy y Lou convencen a Homer que su ahumador se ha ido y nunca serán encontrado. Sin embargo, Bart y Lisa deciden investigar el crimen por sí mismos cuando se dan cuenta de Homer está tan perturbado por el robo que incluso se niega a emborracharse. Investigan el patio y descubre que el ladrón le dio al Ayudante de Santa un tarro de mantequilla de maní natural para distraerlo, por lo que estaría lamiendo el frasco en lugar de ladrar. El dúo luego proceder a la única tienda en la ciudad que vende mantequilla de maní natural, en el que usan violencia para "convencer" a un trabajador para hacerles ver la filmación de las cámaras de seguridad, donde se ve a Nelson comprando la mantequilla de maní.
Bart y Lisa van a hablar con Nelson en un parque. Nelson se pone nervioso y corre hacia un depósito de chatarra para conocer a alguien, donde el dúo lo observa escondiendo la parrilla debajo de unos árboles. Bart y Lisa se la llevan pero está demasiado caliente para ellos y accidentalmente lo sueltan y cae en la parte trasera de un camión, llevándoselo. 
Homer, Bart, Lisa y Maggie pierden la esperanza en la competencia, pero Marge les convence de que ella puede manejar el reto con la ayuda de un estante de especias alquilado. En la competencia, organizada por Alton Brown, Marge hace todo lo posible contra Scotty Boom, pero falla estrepitosamente porque ella utiliza todas las especias juntas. Sin embargo, cuando Scotty presenta su carne, se descubre que las marcas de la parrilla en forma de colmena no se ajustan a la parrilla normal y se le acusa de hacer trampa. Scotty es despedido y expulsado de la "Chew Network," y llevado por el jefe Wiggum. Los Simpson son entonces proclamados ganadores.
Esto no satisface plenamente a Bart y Lisa, que tratan de averiguar por qué el fumador fue robado en el primer lugar. Pronto, oyen el mismo tono de llamada del teléfono móvil que escucharon cuando Nelson fue a la entrega del fumador y así que deciden perseguir al propietario del teléfono. Luego atrapan a un niño, que después descubren que es el hijo de Scotty, Tyler Boom, que enmarca su padre porque estaba demasiado ocupado con su programa de televisión y no pasó ningún tiempo con su familia. Tyler explica que conoció a Nelson jugando "Clash of Clans" y lo contrató para robar la parrilla de Homer con el fin de incriminar a su padre. Scotty y Tyler pronto se reconcilian, todo lo que se despeja con las autoridades y Tyler le entrega la parrilla a Homer.